# Amphithera heteromorpha
Amphithera heteromorpha är en fjärilsart som beskrevs av Edward Meyrick 1893. Amphithera heteromorpha ingår i släktet Amphithera och familjen bronsmalar. Inga underarter finns listade i Catalogue of Life.